# Gueures
Gueures és un municipi francès situat al departament del Sena Marítim i a la regió de Normandia. L'any 2007 tenia 506 habitants.

## Demografia

### Població
El 2007 la població de fet de Gueures era de 506 persones. Hi havia 204 famílies de les quals 52 eren unipersonals (24 homes vivint sols i 28 dones vivint soles), 68 parelles sense fills, 68 parelles amb fills i 16 famílies monoparentals amb fills.
La població ha evolucionat segons el següent gràfic:
Habitants censats

### Habitatges
El 2007 hi havia 244 habitatges, 204 eren l'habitatge principal de la família, 30 eren segones residències i 10 estaven desocupats. Tots els 242 habitatges eren cases. Dels 204 habitatges principals, 145 estaven ocupats pels seus propietaris, 58 estaven llogats i ocupats pels llogaters i 1 estava cedit a títol gratuït; 1 tenia una cambra, 5 en tenien dues, 25 en tenien tres, 57 en tenien quatre i 116 en tenien cinc o més. 169 habitatges disposaven pel capbaix d'una plaça de pàrquing. A 89 habitatges hi havia un automòbil i a 89 n'hi havia dos o més.

### Piràmide de població
La piràmide de població per edats i sexe el 2009 era:
| Homes | Edats   | Dones |
| ----- | ------- | ----- |
| 0     | 95 o +  | 0     |
| 0     | 90 a 94 | 8     |
| 0     | 85 a 89 | 0     |
| 0     | 80 a 84 | 12    |
| 12    | 75 a 79 | 12    |
| 8     | 70 a 74 | 8     |
| 16    | 65 a 69 | 16    |
| 12    | 60 a 64 | 12    |
| 8     | 55 a 59 | 12    |
| 24    | 50 a 54 | 24    |
| 16    | 45 a 49 | 8     |
| 8     | 40 a 44 | 16    |
| 28    | 35 a 39 | 16    |
| 24    | 30 a 34 | 20    |
| 28    | 25 a 29 | 36    |
| 12    | 20 a 24 | 20    |
| 8     | 15 a 19 | 12    |
| 28    | 10 a 14 | 16    |
| 12    | 5 a 9   | 16    |
| 12    | 0 a 4   | 16    |

## Economia
El 2007 la població en edat de treballar era de 322 persones, 237 eren actives i 85 eren inactives. De les 237 persones actives 216 estaven ocupades (113 homes i 103 dones) i 21 estaven aturades (8 homes i 13 dones). De les 85 persones inactives 33 estaven jubilades, 26 estaven estudiant i 26 estaven classificades com a «altres inactius».

### Ingressos
El 2009 a Gueures hi havia 200 unitats fiscals que integraven 512 persones, la mediana anual d'ingressos fiscals per persona era de 16.474 €.

### Activitats econòmiques
Dels 12 establiments que hi havia el 2007, 1 era d'una empresa extractiva, 3 d'empreses de construcció, 2 d'empreses de comerç i reparació d'automòbils, 2 d'empreses d'hostatgeria i restauració, 2 d'empreses de serveis, 1 d'una entitat de l'administració pública i 1 d'una empresa classificada com a «altres activitats de serveis».
Dels 3 establiments de servei als particulars que hi havia el 2009, 1 era un guixaire pintor i 2 fusteries.
L'any 2000 a Gueures hi havia 10 explotacions agrícoles que ocupaven un total de 488 hectàrees.

## Equipaments sanitaris i escolars
El 2009 hi havia una escola maternal integrada dins d'un grup escolar amb les comunes properes formant una escola dispersa.

## Poblacions més properes
El següent diagrama mostra les poblacions més properes.